# Scolecenchelys
Genre
Scolecenchelys est un genre de poissons téléostéens serpentiformes.

## Liste des espèces
- Scolecenchelys acutirostris (Weber et de Beaufort, 1916)
- Scolecenchelys australis (Macleay, 1881)
- Scolecenchelys borealis (Machida et Shiogaki, 1990)
- Scolecenchelys breviceps (Günther, 1876)
- Scolecenchelys chilensis (McCosker, 1970)
- Scolecenchelys cookei (Fowler, 1928)
- Scolecenchelys erythraeensis (Bauchot et Maugé, 1980)
- Scolecenchelys godeffroyi (Regan, 1909)
- Scolecenchelys gymnota (Bleeker, 1857)
- Scolecenchelys iredalei (Whitley, 1927)
- Scolecenchelys japonica (Machida et Ohta, 1993)
- Scolecenchelys nicholsae (Waite, 1904)
- Scolecenchelys okamurai (Machida et Ohta, 1996)
- Scolecenchelys profundorum (McCosker et Parin, 1995)
- Scolecenchelys puhioilo (McCosker, 1979)
- Scolecenchelys tasmaniensis (McCulloch, 1911)
- Scolecenchelys vermiformis (Peters, 1866)
- Scolecenchelys xorae (Smith, 1958)